# Flavia Peretti
Flavia Peretti, född 1574, död 1606, var en italiensk adelskvinna och konstmecenat. 
Hon var systerdotter till påven Sixtus V, och gifte sig 1589 med Virginio Orsini, hertig av Bracciano. Hon är känd för sin verksamhet som mecenat för konstnärer, och flera litterära verk är dedikerade till henne.